# Patrik Mohr
Patrik Mohr (* 29. September 1965) ist ein ehemaliger deutscher Fußballspieler.

## Karriere
Patrik Mohr kam 1980 von der Spielgemeinschaft Vendersheim/Gau-Weinheim zum 1. FC Kaiserslautern und erreichte als 18-Jähriger das Finale der Deutschen A-Jugendmeisterschaft 1984. Am 29. September desselben Jahres, an Mohrs 19. Geburtstag, spielte er erstmals in der Bundesliga für den FCK. Nachdem er sich aber bis 1987 nicht im Profiteam hatte durchsetzen können, ging er zum Oberligisten 1. FSV Mainz 05. Mit den Rheinhessen stieg er 1988 und 1990 in die 2. Bundesliga auf. 1991 verließ er den Verein. Später war er noch als Spielertrainer beim TSV Gau-Odernheim aktiv.

## Statistik
| Liga          | Spiele (Tore) |
| ------------- | ------------- |
| Bundesliga    | 07 (0)        |
| 2. Bundesliga | 30 (3)        |
| Oberliga      | 43 (7)        |
| Wettbewerb    |               |
| DFB-Pokal     | 04 (1)        |